# Appius Celer
Appius Celer (sein Praenomen ist nicht bekannt) war ein im 3. Jahrhundert n. Chr. lebender Angehöriger des römischen Ritterstandes (Eques).
Durch ein Militärdiplom, das auf den 29. November 221 datiert ist, ist belegt, dass Celer 221 Präfekt der in Misenum stationierten Flotte (classis praetoria Antoniniana Misenensis) war. Möglicherweise übte er dieses Amt bereits 218 aus; allerdings ist der Name des  Präfekten in dem Militärdiplom von 218 nicht sicher zu lesen.